# Боль, Джорджия
Джорджия Боль (англ. Georgia Bohl) — австралийская пловчиха, специалистка по плаванию брассом. Выступает за сборную Австралии по плаванию с 2016 года, чемпионка австралийского национального первенства, победительница Игр Содружества, участница летних Олимпийских игр в Рио-де-Жанейро.

## Биография
Джорджия Боль родилась 11 апреля 1997 года в Окенфлауэре, пригороде Брисбена, штат Квинсленд, Австралия. Заниматься плаванием начала в возрасте тринадцати лет, первое время проходила подготовку под руководством своего отца Майкла Боля, позже состояла в плавательной команде во время обучения в колледже.
Впервые заявила о себе в плавании в сезоне 2013 года, когда со своим клубом стала серебряной призёркой в комбинированной эстафете 4 × 100 метров в зачёте австралийского национального первенства в Аделаиде.
В 2015 году одержала победу на чемпионате Австралии в плавании брассом на 100 метров, показав четвёртый лучший результат в истории страны. Также стала лучшей на дистанции 50 метров, получила бронзу в дисциплине 200 метров, вместе со своими одноклубницами установила национальный рекорд в программе комбинированной эстафеты 4 × 100 метров.
Благодаря череде удачных выступлений удостоилась права защищать честь страны на летних Олимпийских играх в Рио-де-Жанейро — стартовала здесь в плавании брассом на 100 и 200 метров, расположилась в итоговых протоколах соревнований на 24 и 22 позициях соответственно.
После Олимпиады Боль осталась в основном составе австралийской национальной сборной и продолжила принимать участие в крупнейших международных соревнованиях. Так, в 2018 году она побывала на Играх Содружества в Голд-Косте, откуда привезла награды золотого и бронзового достоинства, выигранные в комбинированной эстафете 4 × 100 метров и плавании на 100 метров брассом.